# 约翰·克里斯托弗·威利斯
约翰·克里斯托弗·威利斯（1868年2月20日—1958年3月21日）是一位英格兰植物学家，知名于以其面积和年龄学说来反对自然选择理论，1919年当选英国皇家学会会士，1958年被伦敦林奈学会追授达尔文-华莱士银质奖章。